# Богородский, Борис Леонидович
Бори́с Леони́дович Богоро́дский (1896, Норское, Ярославская губерния — 10 января 1985, Ленинград) — советский лингвист.

## Биография
Борис Богородский родился 23 июля (5 августа) 1896 года в Норском посаде Ярославского уезда Ярославской губернии (ныне часть города Ярославля) в семье священника посадского Успенского храма. Окончил местное земское училище, в котором позднее преподавал русский язык и литературу и был директором. Учитель будущей поэтессы Марии Петровых. Окончил Ленинградский педагогический институт в 1929 году.
В 1940 г. защитил кандидатскую диссертацию на тему «Морская терминология в эпоху Петра I». В 1940—1947 годах сотрудник Института русского языка АН СССР. С 1945 года преподаватель в Ленинградском педагогическом институте (с 1965 года профессор). Доктор филологических наук с 1965 года.
Борис Леонидович Богородский умер 10 января 1985 года.

## Научный вклад
Изучал русскую историческую лексикологию (в основном, термины и фразеологизмы в языке моряков и речников), историю русского литературного языка и русской диалектологии.
Участвовал в работе над составлением Словаря древнерусского языка и выработке проспекта «Словаря-справочника „Слова о полку Игореве“».